# Petrus Adrianus Bergsma (1743-1824)
Petrus Adrianus Bergsma (Metslawier, 15 april 1743 - Dokkum, 14 oktober 1824) was een Nederlands bestuurder en ondernemer.

## Biografie
Bergsma was een zoon van Willem Bergsma en Remelia Schik. Hij werd in 1780 gemeentesecretaris van Dantumadeel en was van 1782 tot 1812 grietman van de gemeente. Hij had diverse bestuurlijke functies, zo was hij lid van de Friese Gedeputeerde Staten, lid van de Admiraliteit, ontvanger-generaal van Dantumadeel en dijkgraaf van Oost-Dongeradeel. Na 1795 was hij nog baljuw van Dantumadeel en Kollumerland en lid van het bestuur van het Departement Friesland.
Bergsma was ook grootgrondbezitter en ondernemer. Hij was onder meer eigenaar van zeven van de zestien stemhebbende plaatsen in Murmerwoude. Hij had een cichoreifabriek en een paardenfokkerij in Dantumawoude. Hij overleed op 81-jarige leeftijd en werd bijgezet in de kerk van Dantumawoude.

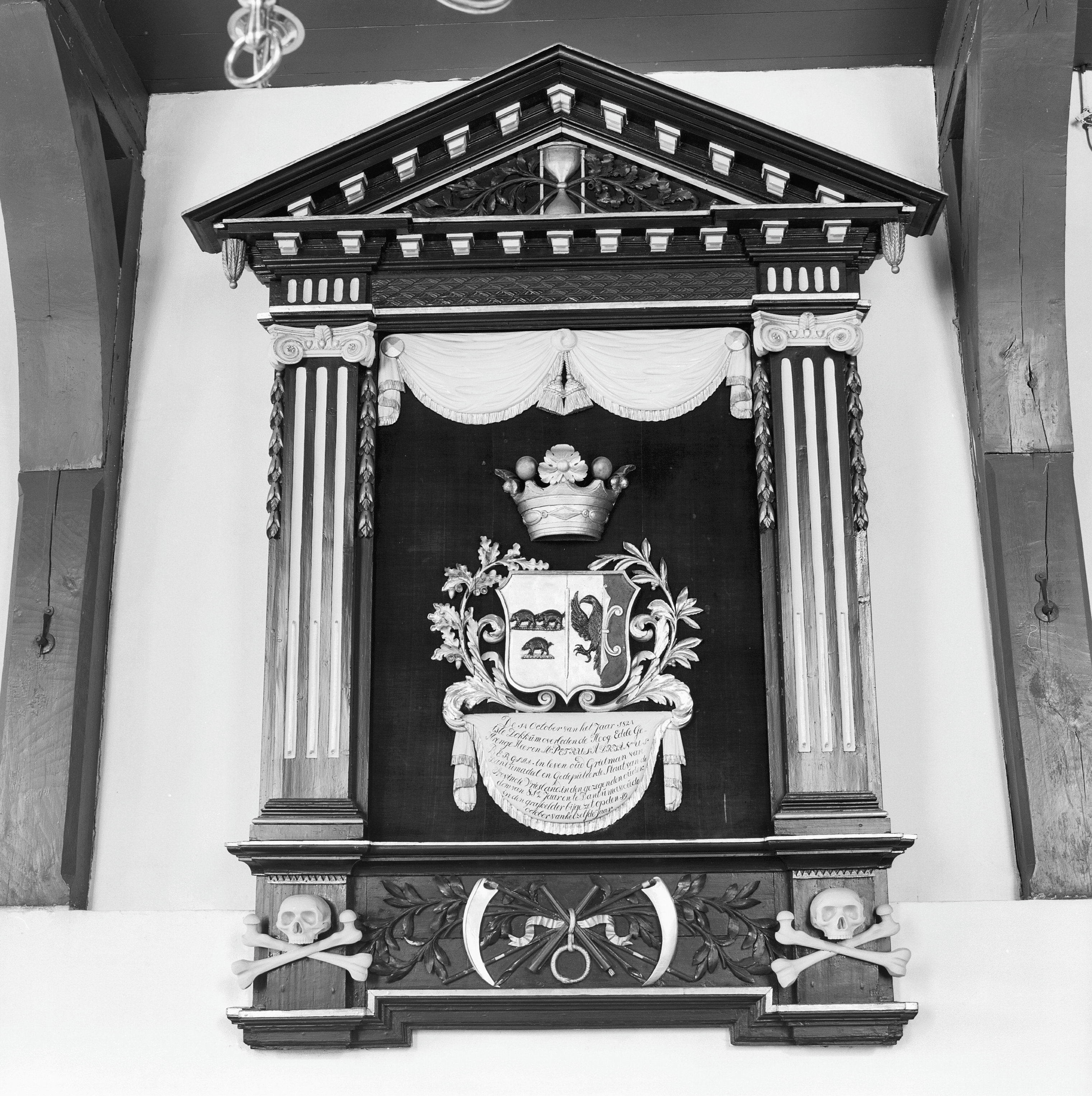
Rouwbord van Petrus Adrianus Bergsma in de Sint-Benedictuskerk te Damwoude.
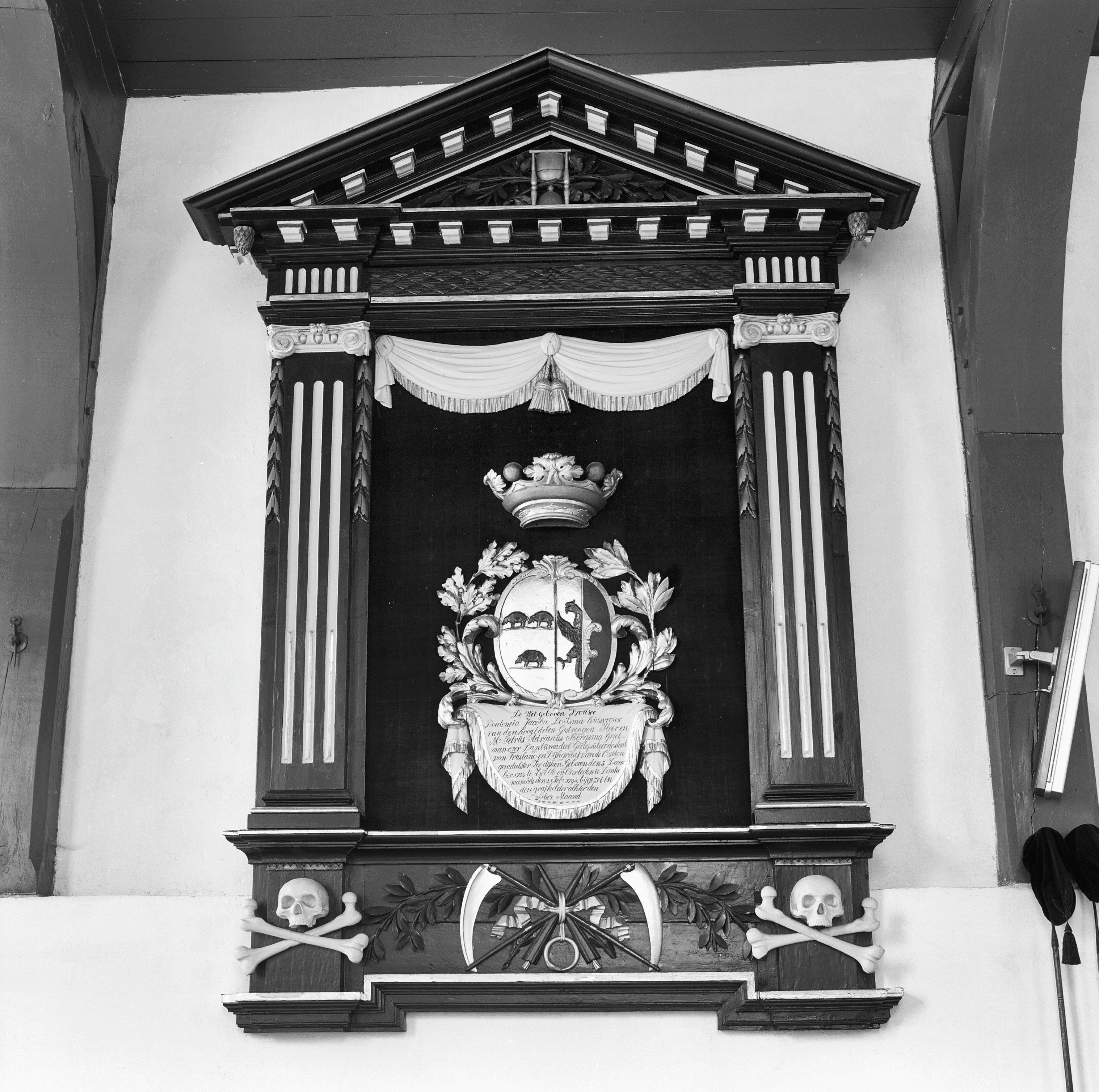
Rouwbord van Dordonea Jacoba Doitsma in de Sint-Benedictuskerk

## Huwelijk en kinderen
Bergsma trouwde op 3 juli 1768 te Dantumawoude met Dordonea Jacoba Doitsma (1753-1794), dochter van predikant Jacobus Doitsma en Aletta de Vicq. Het echtpaar kreeg zeven kinderen:
- Sara Susanna Bergsma (1769-1836), trouwde met Epke Roos van Bienema, vervener en lid van Comissie volkspresentanten tot waarnemen der zaken van gedeputeerde Staten van Friesland.
- Willem Cornelis Bergsma (1770-1799), trouwde met Jetske Zeper. Hij was secretaris van Dantumadeel.
- Jacobus Johannes Bergsma (1771-1854), trouwde met Baukje Zeper. Hij volgde zijn vader op als grietman van Dantumadeel. Verder was hij onder meer Statenlid en landdrost.
- Remelia Lucia Bergsma (1773-1801), trouwde met Jan Pieter Pierson, officier.
- Anna Margaretha Bergsma (1774-1832), trouwde met Anne Regnerus de Wendt, advocaat en lid van de Algemene Rekenkamer.
- Johannes Casparus Bergsma (1775-1818), trouwde met Jetske Wiskia van Scheltinga, dochter van Cornelis van Scheltinga. Hij was onder meer statenlid, grietman van Oostdongeradeel en lid van de Vergadering van Notabelen.
- Lucia Aurelia Bergsma (1776-1825), trouwde met Sjoerd Gerhardus de Fruitier de Talma, belastingontvanger.